# Abbaye de Fürstenberg
Pour les articles homonymes, voir Fürstenberg.
L'abbaye de Fürstenberg était une abbaye bénédictine située à Xanten, en Allemagne, dans le Land de Rhénanie-du-Nord-Westphalie et le diocèse de Münster.

## Histoire

### Une fondation bénédictine
Une chapelle est consacrée à Martin de Tours par l'archevêque Hildolf de Cologne à Fürstenberg (de) en 1076. En 1116, l'archevêque Frédéric de Schwarzenburg confie la chapelle à l'abbaye de Michaelsberg. Sur le conseil de Norbert de Xanten, Henri de Darnick donne le domaine à la communauté bénédictine à condition qu'elle bâtisse un monastère. Frédéric atteste cette donation en 1119. À cette époque, il y a à Fürstenberg déjà l'abbaye Sainte-Marie, une église abbatiale romane à trois nefs avec quatre tours. Cela laisse supposer la création d'un monastère double. Au début du XIIIe siècle, les hommes quittent Fürstenberg, le couvent reste.

### Une abbaye cistercienne
En 1259, contre la volonté des bénédictines, l'abbaye est vendue à l'ordre cistercien, dont le couvent à Horst aan de Maas a brûlé six ans plus tôt. L'archevêque Conrad de Hochstaden approuve le remplacement le 7 août 1259, mais laisse le lieu aux bénédictins qui ne devront plus accueillir de nouveaux membres. L'archevêque d'Utrecht Henri de Vianden a entre-temps permis la construction d'un nouveau couvent à Honepa, près de Deventer, à la place du couvent cistercien incendié en 1253 ; des sœurs partent pour ce couvent. En 1284, les bénédictines donnent son dernier office à Fürstenberg qui est sous la protection du prévôt de la cathédrale Saint-Victor de Xanten depuis 1265.

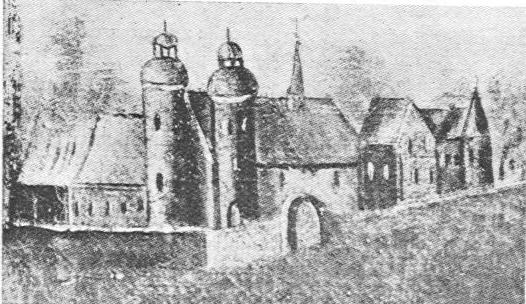
L'abbaye de Fürstenberg en 1464

En 1460, l'abbaye est fortement détruite au cours du conflit entre Jean de Clèves et l'archevêque de Cologne Thierry II de Moers. Elle est reconstruite en 1467. En 1499, elle est pillée par des soldats mutins de Philippe, duc de Gueldre.

### Destruction de l'abbaye lors de la guerre de Quatre-Vingts Ans
L'abbaye est complètement détruite en 1586 par les troupes espagnoles pendant la guerre de Quatre-Vingts Ans. Les cisterciennes trouvent refuge à l'abbaye Sainte-Agnès de Xanten (de), qui appartient à l'ordre franciscain. En 1671, les cisterciennes établissent sur les ruines de l'église abbatiale la chapelle Sainte-Croix. La chapelle deviendra une propriété privée après la sécularisation en 1803.